# 吉井清一郎
吉井 清一郎（よしい せいいちろう、1929年4月26日 - 2012年2月10日）は日本の経済学者。北海学園大学名誉教授。
北海道生まれ。

## 略歴
- 1953年　北海道大学農学部農芸化学科　卒業
- 1953年　北海学園大学経済学部　助手
- 1958年　北海道大学大学院（旧制）農学研究科（農芸化学専攻）　修了
- 1958年　北海学園大学経済学部　講師
- 1961年　一橋大学商学部商品学研究室　留学
- 1962年　北海学園大学経済学部　助教授
- 1969年　北海学園大学経済学部　教授
- 1970年　オーストリア　ウィーン商科大学（私学研修福祉会、昭和45年度在学研究員）
- 1974年　北海学園大学　学生部長
- 1976年　北海学園大学大学院経済学研究科　教授
- 1977年　北海学園大学　経済学部長
- 1998年　北海学園大学を退職、同大学名誉教授。北海学園大学開発研究所　特別研究員
- 2012年　神奈川県横浜市で死去（82歳）

## 主な論文
- 「商品品質品研究に関する基礎的諸問題」
- 「商品研究における品質問題」など